# Luitpold Emanuel in Bayern
Luitpold Emanuel Ludwig Maria Herzog in Bayern (* 30. Juni 1890 in München; † 16. Januar 1973 in Wildbad Kreuth) war ein bayerischer Adliger aus dem Haus der Herzöge in Bayern, Kunsthistoriker und Erbauer von Schloss Ringberg.

## Leben

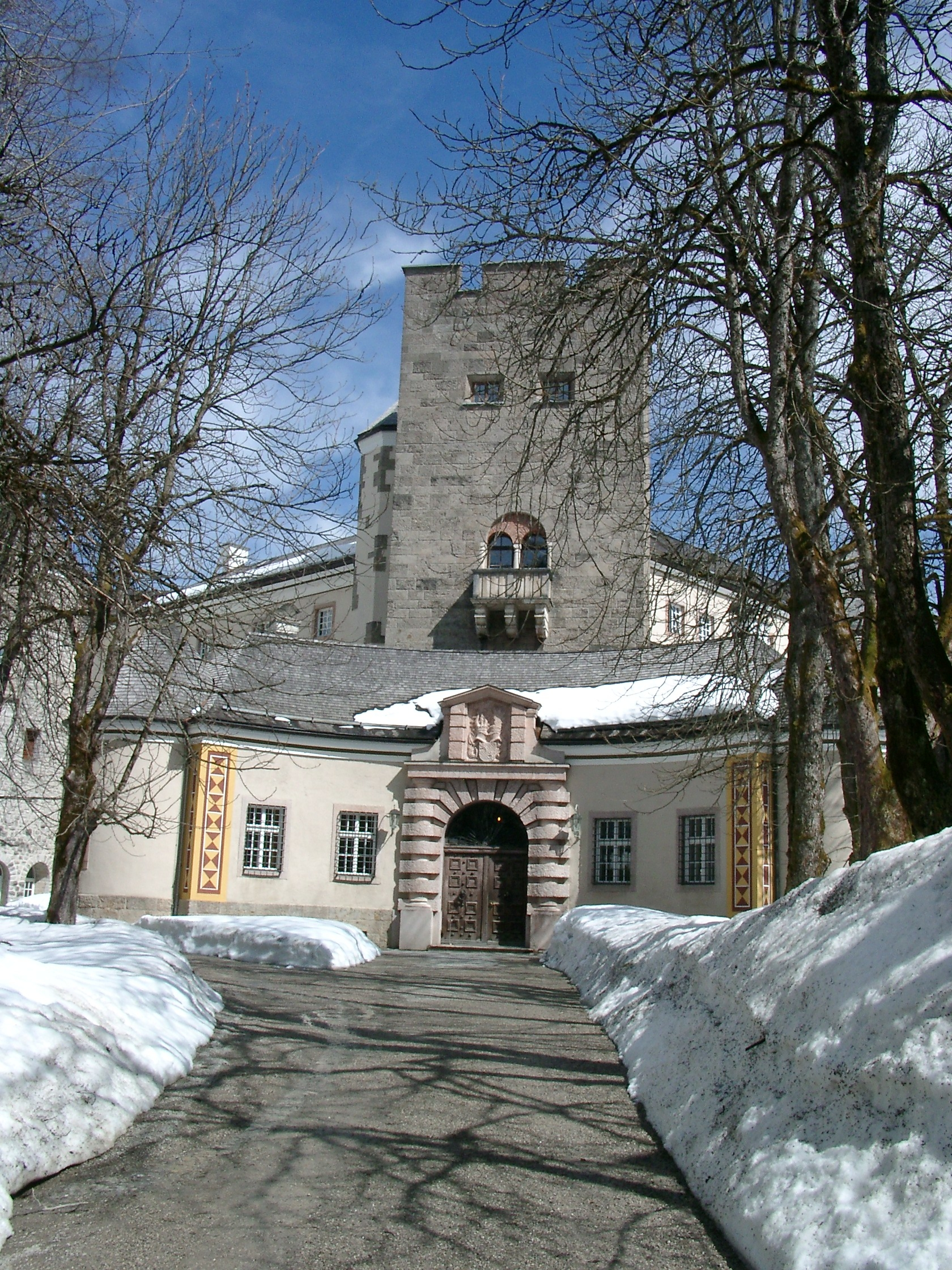
Haupteingang von Schloss Ringberg

Herzog Luitpold Emanuel Ludwig Maria entstammte dem Hause Wittelsbach. Er war der dritte und jüngste Sohn des Herzogs Max Emanuel in Bayern und damit ein Neffe von dessen Schwester, der Kaiserin Elisabeth von Österreich-Ungarn (1837–1898). Bereits 1893 starb sein Vater, ein Jahr später auch seine Mutter. Als Vollwaise wuchs er bei seinem Onkel, dem Augenarzt Karl Theodor auf. 1922 schloss er sein Studium der Philosophie und Kunstgeschichte mit einer Promotion bei Heinrich Wölfflin und einer Dissertation über „Fränkische Bildwirkerei im Spätmittelalter“ ab.
Bereits 1911 hatte sich der Herzog entschlossen, auf dem Ringberg zwischen Rottach-Egern und Kreuth ein Schloss, das Schloss Ringberg, zu bauen, als Hausarchitekt engagierte er seinen Kunstlehrer Friedrich Attenhuber. Zur Finanzierung des Projektes, das sich über 60 Jahre hinzog, verwendete er sein Privatvermögen und verkaufte das Neue Schloss Biederstein und das Schloss Possenhofen mit dem großen Schlosspark. Nach dem Zweiten Weltkrieg verkaufte er ausgedehnte Waldungen in Possenhofen mit dem Kalvarienberg.
Noch zu Lebzeiten hatte der Herzog in einem Erbvertrag Schloss Ringberg und ein beträchtliches Barvermögen für dessen Bauunterhalt der Max-Planck-Gesellschaft vermacht. Nach dem Tode des Herzogs verwirklichte die MPG mit Hilfe von Sponsorengeldern (u. a. der Münchener Rück) den restlichen Ausbau des Schlosses. Es wird heute als Tagungsstätte genutzt.
Luitpold Herzog in Bayern war nicht verheiratet und hatte keine Kinder. Er starb am 16. Januar 1973, seine Urne wurde nahe der Ringbergkapelle bestattet.